# Gorkowskij (Kraj Stawropolski)
Gorkowskij (ros. Горьковский) – osiedle w Rosji, w Kraju Stawropolskim, w rejonie nowoaleksandrowskim. W 2010 liczyło 997 mieszkańców.